# Eclissi solare del 17 marzo 1923
L'eclissi solare del 17 marzo 1923 è un evento astronomico che ha avuto luogo il suddetto giorno attorno alle ore 12.44 UTC. L'eclissi, di tipo anulare, ha attraversato una fascia che va dal sud America Sud America (Argentina e Cile), dell'Africa (Botswana, Madagascar, Mozambico, Namibia e Zimbabwe) e dell'Antartide.
L'eclissi è durata 7 minuti e 51 secondi; aveva una magnitudine di 0.9310  e l'ombra lunare sulla superficie terrestre ha raggiunto una larghezza di 305 km.

## Percorso e visibilità
L'evento si è manifestato all'alba locale sulla superficie dell'Oceano Pacifico sud-orientale, a circa 70 chilometri a ovest della Regione di Magellano e dell'Antartide Cilena. Quindi la pseudo umbra della luna ha attraversato la Patagonia verso est entrando nell'Oceano Atlantico meridionale e coprendo la maggior parte delle Isole Falkland, al tempo colonia britannica; in seguito si è volta gradualmente a nord-est coprendo l' Isola Gough nell'arcipelago di Tristan da Kunha, un'altra colonia britannica. La massima eclissi è stata raggiunta a circa 1.300 chilometri a nord-est dell'isola Gough.
Successivamente la pseudo-umbra ha attraversato tutto l'Atlantico compreso il continente africano per poi superarlo arrivando nel Madagascar francese tramite il Canale del Mozambico, per terminare al tramonto presso l'isola di Tromelin, a circa 230 chilometri a est dell'Oceano Indiano.

## Eclissi correlate

### Eclissi 1921 - 1924
Questa eclissi è un membro di una serie semestrale. Un'eclissi in una serie semestrale di eclissi solari si ripete approssimativamente ogni 177 giorni e 4 ore (un semestre) a nodi alternati dell'orbita della Luna. 

### Ciclo di Saros 138
L'evento fa parte del ciclo di Saros 138 , che si ripete ogni 18 anni, 11 giorni, contenente 70 eventi. La serie è iniziata con un'eclissi solare parziale il 6 giugno 1472. Il ciclo contiene eclissi anulari dal 31 agosto 1598 al 18 febbraio 2482 con un'eclissi ibrida il 1 marzo 2500. Comprende eclissi totali dal 12 marzo 2518 al 3 aprile 2554. La serie termina al membro 70 con un'eclissi parziale l'11 luglio 2716. La durata più lunga di un'eclissi totale del suddetto ciclo sarà di 56 secondi, il 3 aprile 2554.